# Tiputini River
Tiputini River är ett vattendrag i Ecuador.   Det ligger i kantonen Cantón Urellana och provinsen Orellana, i den östra delen av landet, 220 km öster om huvudstaden Quito.